# Cryptocheilus
Cryptocheilus is een geslacht van vliesvleugelige insecten van de familie Spinnendoders (Pompilidae).

## Soorten
- C. albosignatus Sustera, 1924
- C. alternatus (Lepeletier, 1845)
- C. discolor (Fabricius, 1793)
- C. dusmeti Junco y Reyes, 1943
- C. egregius (Lepeletier, 1845)
- C. elegans (Spinola, 1806)
- C. fabricii

Bonte rouwrandspinnendoder (Vander Linden, 1827)
- C. fischeri (Spinola, 1838)
- C. freygessneri (Kohl, 1883)
- C. fulvicollis (Costa, 1874)
- C. guttulatus (Costa, 1887)
- C. hispanicus Sustera, 1924
- C. ichneumonoides (Costa, 1874)
- C. infumatus (Palma, 1869)
- C. juncoi Wahis, 1986
- C. notatus

Gewone rouwrandspinnendoder (Rossius, 1792)
- C. octomaculatus (Rossius, 1790)
- C. perezi (Saunders, 1901)
- C. richardsi Moczar, 1953

- C. rubellus (Eversmann, 1846)
- C. unicolor (Fabricius, 1804)
- C. variabilis (Rossius, 1790)
- C. variipennis Sustera, 1924
- C. versicolor (Scopoli, 1763)